# Genesis Antwi
Genesis Kofi Koranteng Antwi (Estocolmo, Suecia, 21 de mayo de 2007) es un futbolista sueco que juega de defensa en el Chelsea F. C. de la Premier League.

## Primeros años
Nació el 21 de mayo de 2007 en Estocolmo, Suecia, de padres ghaneses. A los siete años se trasladó a Inglaterra con su familia.

## Trayectoria
En su juventud, ingresó en la cantera del Hammarby Fotboll sueco. A los once años se incorporó a la cantera del Chelsea F. C. de la Premier League y en 2025 ascendió al primer equipo del club. El 13 de marzo de 2025 debutó con ellos durante la victoria por 1-0 en casa contra el F. C. Copenhague en la Liga Conferencia de la UEFA.

## Selección nacional
Ha representado a Inglaterra en la categoría sub-16, antes de pasar a Suecia de la sub-16 a la sub-19. También puede representar a Ghana por sus padres ghaneses.

## Estadísticas

### Clubes
Actualizado al último partido disputado el 8 de mayo de 2025.
| Club                     | Div.          | Temporada     | Liga  | Liga  | Copas nacionales | Copas nacionales | Copas internacionales | Copas internacionales | Total | Total |
| Club                     | Div.          | Temporada     | Part. | Goles | Part.            | Goles            | Part.                 | Goles                 | Part. | Goles |
| ------------------------ | ------------- | ------------- | ----- | ----- | ---------------- | ---------------- | --------------------- | --------------------- | ----- | ----- |
| Chelsea F. C. Inglaterra | 1.ª           | 2024-25       | 0     | 0     | 0                | 0                | 2                     | 0                     | 2     | 0     |
| Chelsea F. C. Inglaterra | Total club    | Total club    | 0     | 0     | 0                | 0                | 2                     | 0                     | 2     | 0     |
| Total carrera            | Total carrera | Total carrera | 0     | 0     | 0                | 0                | 2                     | 0                     | 2     | 0     |